# Parigi-Tours 2005
La Parigi-Tours 2005, novantanovesima edizione della corsa, si svolse il 9 ottobre 2005 su un percorso totale di 254 km. Fu vinta dal tedesco Erik Zabel che terminò la gara in 5h37'23".

## Squadre e corridori partecipanti
Presero parte alla prova le venti squadre con licenza UCI ProTeam. Ammessa tramite l'assegnazione di wild-card furono AG2R Prévoyance, Landbouwkrediet-Colnago, Mr Bookmaker.com-SportsTech, Agritubel e R.A.G.T. Semences.
| N.      | Cod. | Squadra                          |
| ------- | ---- | -------------------------------- |
| 1-10    | RAB  | Rabobank                         |
| 11-19   | CSC  | Team CSC                         |
| 21-30   | PHO  | Phonak Hearing Systems           |
| 31-40   | DVL  | Davitamon-Lotto                  |
| 41-48   | LSW  | Liberty Seguros-Würth            |
| 51-60   | SDV  | Saunier Duval-Prodir             |
| 61-69   | GST  | Gerolsteiner                     |
| 71-79   | DSC  | Discovery Channel                |
| 81-90   | IBA  | Illes Balears-Caisse d'Epargne   |
| 91-100  | TMO  | T-Mobile Team                    |
| 101-110 | COF  | Cofidis, le Crédit par Téléphone |
| 111-119 | C.A  | Crédit Agricole                  |
| 121-130 | FAS  | Fassa Bortolo                    |

| N.      | Cod. | Squadra                     |
| ------- | ---- | --------------------------- |
| 131-140 | QST  | Quick Step-Innergetic       |
| 141-150 | LIQ  | Liquigas-Bianchi            |
| 151-160 | LAM  | Lampre-Caffita              |
| 161-170 | BTL  | Bouygues Télécom            |
| 171-180 | SDM  | Domina Vacanze              |
| 181-188 | EUS  | Euskaltel-Euskadi           |
| 191-200 | FDJ  | La Française des Jeux       |
| 201-209 | A2R  | AG2R Prévoyance             |
| 211-220 | LAN  | Landbouwkrediet-Colnago     |
| 221-230 | MRB  | Mr Bookmaker.com-SportsTech |
| 231-238 | AGR  | Agritubel                   |
| 241-250 | RAG  | R.A.G.T. Semences           |

## Resoconto degli eventi
La prima fuga consistente si staccò dopo lo sprint di Bonneval a 66 km dalla partenza. Lanciata da Joost Posthuma (Rabobank), si aggregarono Stéphane Bergès (Agritubel) e José Iván Gutiérrez (Illes Baleares), che raggiunsero un vantaggio dopo 105 km di gara di 8'20" dal gruppo, dove Crédit Agricole e Davitamon-Lotto erano i team che lavoravano maggiormente per l'inseguimento.
A 50 km dall'arrivo ci fu il ritiro del leader della classifica generale del ProTour Danilo Di Luca. Sulla côte de Crochu, a 226 km, attaccò Stijn Devolder, cui si unirono Aart Vierhouten (Davitamon-Lotto), Alejandro Valverde (Illes Baleares) e Philippe Gilbert (Française des Jeux), con i due belgi che rimasero in avanscoperta con 25 km ancora da percorrere.
Gilbert e Devolder guadagnarono un vantaggio massimo di 58 secondi, mantenendone 25 sul rettilineo d'arrivo sulla avenue de Grammont. Nell'ultimo chilometro Devolder ricevette ordine dal direttore sportivo Dirk Demol di non tirare, unica possibilità secondo Demol per il belga di vincere la gara, ma favorirono così il ritorno del gruppo in cui Erik Zabel sorpassò negli ultimi metri Daniele Bennati.

## Ordine d'arrivo (Top 10)
| Pos. | Corridore         | Squadra         | Tempo    |
| ---- | ----------------- | --------------- | -------- |
| 1    | Erik Zabel        | T-Mobile        | 5h37'23" |
| 2    | Daniele Bennati   | Lampre-Caffita  | s.t.     |
| 3    | Allan Davis       | Liberty Segur.  | s.t.     |
| 4    | Robbie McEwen     | Davitamon       | s.t.     |
| 5    | Alberto Ongarato  | Fassa Bortolo   | s.t.     |
| 6    | Aurélien Clerc    | Phonak          | s.t.     |
| 7    | Julian Dean       | Crédit Agricole | s.t.     |
| 8    | René Haselbacher  | Gerolsteiner    | s.t.     |
| 9    | Uroš Murn         | Phonak          | s.t.     |
| 10   | Enrico Gasparotto | Liquigas        | s.t.     |

## Punteggi UCI
| Pos. | Corridore         | Squadra         | Punti |
| ---- | ----------------- | --------------- | ----- |
| 1    | Erik Zabel        | T-Mobile Team   | 40    |
| 2    | Daniele Bennati   | Lampre-Caffita  | 30    |
| 3    | Allan Davis       | Liberty Segur.  | 25    |
| 4    | Robbie McEwen     | Davitamon       | 20    |
| 5    | Alberto Ongarato  | Fassa Bortolo   | 15    |
| 6    | Aurélien Clerc    | Phonak          | 11    |
| 7    | Julian Dean       | Crédit Agricole | 7     |
| 8    | René Haselbacher  | Gerolsteiner    | 5     |
| 9    | Uroš Murn         | Phonak          | 3     |
| 10   | Enrico Gasparotto | Liquigas        | 1     |